# Jacob Appius
Jacob Appius, heer van Stadwijck (Groningen, 15 september 1730 – Stadwijk, 3 september 1789) was een advocaat aan het Hof van Holland, commies te Suriname en burgemeester.

## Leven en Werk
Jacob Appius, was zoon van kolonel Matthias Haycko Appius en Geertruda Theodora van Brunsveld,werd geboren in de Oude Ebbingestraat en gedoopt op zondag 17 september 1730 in de Nieuwe Kerk te Groningen. Hij studeerde rechten aan de universiteit van Groningen, en sloot zijn studie af met het proefschrift "De voluntate et consensu" op 25 juni 1755 . Daarna vestigde hij zich te Amsterdam.
Op 6 november 1755 werd Appius advocaat aan het Hof van Holland. Met het schip "Adrichem" kwam hij op 2 oktober 1762 aan in Suriname), alwaar hij als commies aangesteld werd bij de Sociëteit van Suriname. Op 9 augustus 1771 vertrok hij met het slavenschip "Keenenburg" en repatrieerde samen met zijn zwarte bediende Jan Christiaan naar de hofstede "Stadwijck" te Sappemeer, waar hij samen met zijn oudste zuster (Margaretha Jacomia Appius) ging wonen.

## Vrijmetselarij
Appius was als vrijmetselaar verbonden aan diverse loges. Zo was hij de oprichter (1765-1767) en eerste voorzittend meester van de Surinaamse loge La Zélée en was van 1773 tot 1776 voorzittend meester van de Groninger vrijmetselaarsloge loge L'Union Provinciale. Appius trad af bij de laatst genoemde, omdat de geheimhouding van de loge geschonden werd.

## Overlijden
Appius overleed in 1789. Volgens zijn laatste wil moest hij begraven worden in de Der Aa-kerk te Groningen en zijn graf gedekt worden met een blauwe steen, voorzien van het familiewapen in koper. Hij werd echter bijgezet in de Koepelkerk te Sappemeer. De zerk, voorzien van familiewapen, draagt als symbolen een schedel boven gekruiste beenderen en een zandloper met vogel- en vleermuisvleugels.
Bij het verdelen van de erfenis werd zijn dienstknecht Jan Christiaan niet vergeten. Jan Christiaan zou, getuige het testament, ieder jaar 104 carolusgulden ontvangen. Daarnaast kreeg hij het vistuig, een snaphaan met jachtzak en een kruitbus en een bed met toebehoren. Tot slot kwamen alle, oude en nieuwe, nachthemden van zijn meester hem toe en mocht hij een keuze doen uit Appius' garderobe.